# 第14戦車中隊
第14戦車中隊（だいじゅうよんせんしゃちゅうたい、JGSDF 14th Tank Troop）は、陸上自衛隊日本原駐屯地（岡山県勝田郡奈義町）に駐屯していた第14旅団隷下の機甲科（戦車）部隊で、2018年（平成30年）3月に廃止され第15即応機動連隊機動戦闘車隊に改編された。

## 概要
2006年（平成18年）3月に第14旅団の編成と同時に日本原駐屯地で新編された。中隊本部、3個の戦車小隊のほか偵察小隊が編成に加えられており、旅団直轄の戦車中隊として戦車大隊隷下の戦車中隊と比べて増強された編制となっていた。第14旅団が警備・災害派遣を担任する四国域外に所在する唯一の部隊であった。第14旅団の機動旅団への改編に伴い第15普通科連隊が即応機動連隊に改編され2018年（平成30年）3月26日をもって廃止され、第15即応機動連隊機動戦闘車隊に増強改編され善通寺駐屯地へ移駐した。
部隊マークは、四国上に赤い鷲をデザインしたものであり、赤い鷲は、日本原駐屯地がある岡山県の鷲羽山から採っており、羽は部隊ナンバーに合わせて14枚で構成されていた。

## 沿革
四国を警備警備担当する戦車部隊として第14戦車中隊新編以前に第2混成団に戦車隊が編成されていた。演習場等の訓練環境を考慮して日本原駐屯地に駐屯していた。
第2混成団戦車隊
戦車中隊準備室・戦車中隊準備隊
- 2004年（平成16年）3月23日：日本原駐屯地において戦車中隊準備室を第13特科隊本部管理中隊内に設立[1][2]。
- 2005年（平成17年）8月1日：戦車中隊準備室を戦車中隊準備隊に改編。第3戦車大隊、第10戦車大隊（今津駐屯地）および第13戦車中隊（日本原駐屯地）から増員し、準備隊長を迎える[1][2]。

第14戦車中隊
- 2006年（平成18年）3月27日：第14戦車中隊が日本原駐屯地において編成完結[1][2]。
- 2017年（平成29年）9月29日：16式機動戦闘車を導入[3]。
- 2018年（平成30年）3月26日：第14戦車中隊（日本原駐屯地）が廃止。第15即応機動連隊の機動戦闘車隊として善通寺駐屯地へ移駐。改編に際し、保有の74式戦車は全車用途廃止。

## 廃止時の部隊編成
- 中隊本部
  - 中隊本部班：74式戦車、96式装輪装甲車、1/2tトラック
  - 通信班：1 1/2tトラック
  - 補給班：3 1/2tトラック
- 偵察小隊：軽装甲機動車
- 第1戦車小隊：74式戦車
- 第2戦車小隊：74式戦車
- 第3戦車小隊：74式戦車

装備車両の部隊表示は、すべて「14戦」

## 歴代の主要幹部

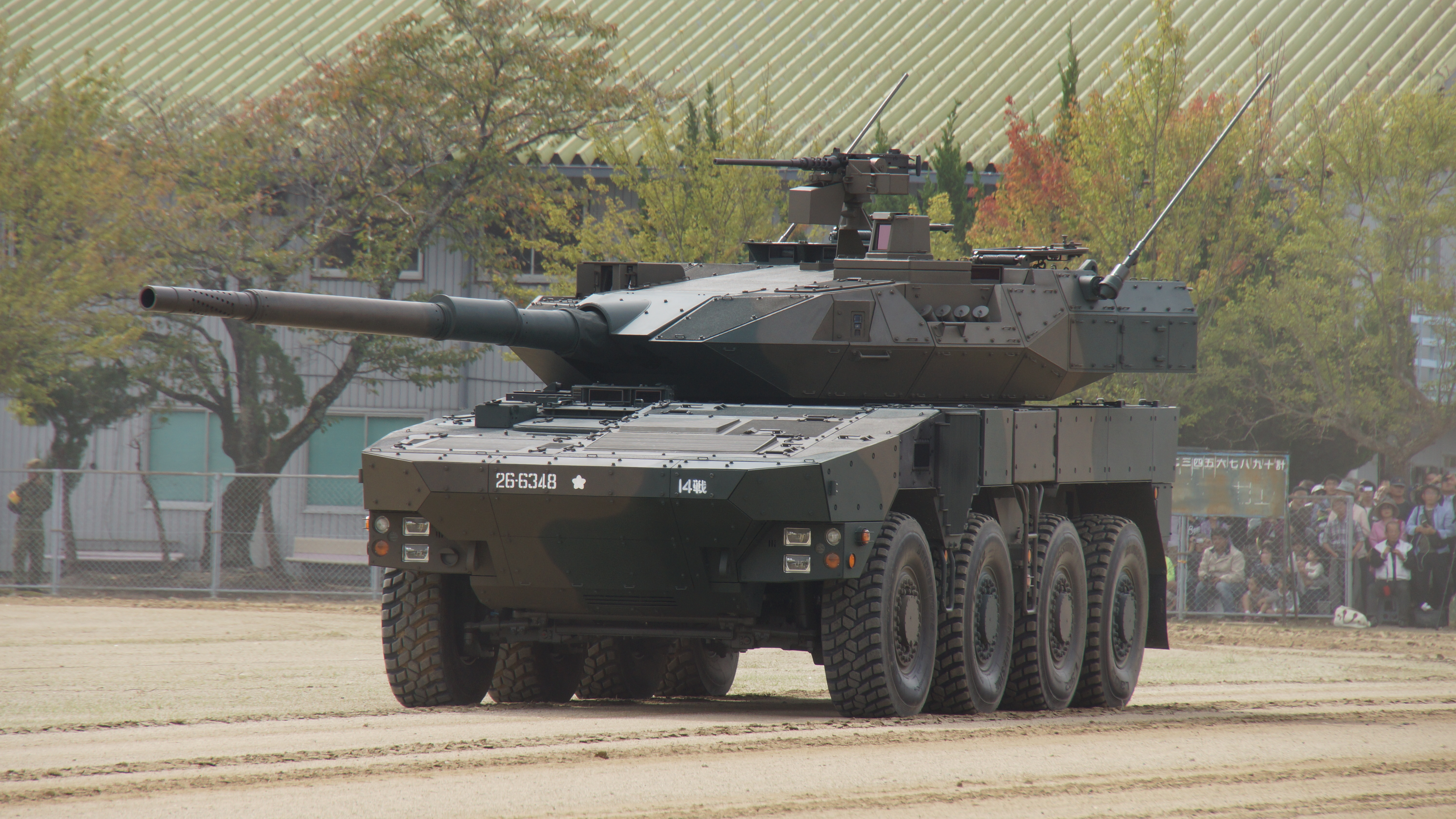
第14戦車中隊に配備された16式機動戦闘車

| 代 | 氏名       | 在職期間                        | 前職 | 後職 |
| -- | ---------- | ------------------------------- | ---- | ---- |
| 1  | 宮内雅也   | 2006年03月27日 - 2008年03月23日 |      |      |
| 2  | 安樂征広   | 2008年03月23日 - 2009年07月31日 |      |      |
| 3  | 黒木崇     | 2009年08月01日 - 2011年04月18日 |      |      |
| 4  | 中冨秀春   | 2011年04月19日 - 2013年03月23日 |      |      |
| 5  | 鷹田和侍   | 2013年03月23日 - 2014年07月31日 |      |      |
| 6  | 小畑知之   | 2014年08月01日 - 2016年03月23日 |      |      |
| 7  | 海老原圭介 | 2016年03月24日 - 2018年03月26日 |      |      |

## 主要装備
- 16式機動戦闘車
- 74式戦車
- 96式装輪装甲車
- 軽装甲機動車
- 1/2tトラック / 73式小型トラック
- 1 1/2tトラック / 73式中型トラック
- 3 1/2tトラック / 73式大型トラック
- 89式5.56mm小銃
- 12.7mm重機関銃
- 9mm拳銃